# Acuité de Vernier

Exemple de vernier

L'acuité de Vernier est une mesure d'acuité visuelle qui évalue la capacité à discerner le décalage entre deux segments de graduation en coulissement parallèle l'un sur l'autre. L'unité de référence est le plus petit décalage perceptible connu. Dans la mesure où le décalage est parfois inférieur au diamètre et à l'espace des récepteurs de la rétine, cette perception demande une compensation cérébrale et de traitement pour être perçue. L'acuité de Vernier se développe rapidement durant la petite enfance et plus lentement durant l'enfance. Cette vision se dégrade cependant plus rapidement avec l'âge que la vision périphérique. Le phénomène de correction cérébrale permettant de percevoir un décalage inférieur à ce qui est vu est appelé hyperacuité,,.

## Test
Le test consiste à demander au participant de juger le décalage entre deux lignes segmentées parallèles avec les deux yeux (en vision binoculaire) ou avec chaque œil (vision monoculaire).
Les tests concernant les bébés et les enfants ne parlant pas sont effectués par des techniques d'électrophysiologie.